# Canzoni inedite di Michael Jackson
Questa è una lista delle canzoni inedite di Michael Jackson (1958–2009): quest'ultimo è noto per la sua ampia discografia di oltre 50 anni, con album come Thriller, Bad e HIStory e singoli come Billie Jean, Smooth Criminal, Thriller, Remember the Time, Earth Song e molte altre pubblicate non solo come solista. È però risaputo che Jackson abbia scritto, registrato e lavorato materiale che non è stato mai pubblicato a causa della sua morte o per altre motivazioni, il ché include canzoni inedite ma che sono state completate e pubblicate in modo postumo, canzoni totalmente inedite (alcune trapelate su internet mentre altre inaudite), snippet di inediti, demo e versioni alternative di altre canzoni, cover, collaborazioni cancellate e altro materiale di natura incerta che non hanno mai visto la luce.
Jackson era noto per scrivere dalle 30 alle 40 canzoni per ogni suo album, di cui una vasta parte veniva scartata e rimaneva inedita. Tra il 1974 e il 2009, Michael avrebbe registrato "almeno dalle 1000 alle 2000 canzoni", e una piccola parte è effettivamente nota dal pubblico, mentre una percentuale ancora più piccola è stata rilasciata ufficialmente, questa lista è quindi largamente incompleta e soggetta a cambiamenti futuri, essendoci moltissimo materiale del cantante che non è stato rilasciato e di cui non si sa nulla. 

## Inediti pubblicati postumi
| Titolo                               | Registrazione        | Album                                                                  | Personale aggiuntivo                                                 |
| ------------------------------------ | -------------------- | ---------------------------------------------------------------------- | -------------------------------------------------------------------- |
| This Is It                           | 1980                 | The Music that Inspired the Movie: Michael Jackson's This Is It (2009) | Paul Anka (originale), Jackie, Tito, Jermaine, Marlon, Randy Jackson |
| Planet Earth                         | 1991                 | The Music that Inspired the Movie: Michael Jackson's This Is It (2009) | —                                                                    |
| Hold My Hand                         | 2007-2009            | Michael (2010)                                                         | Whitney Houston (originale), Claude Kelly, Akon                      |
| Hollywood Tonight                    | 1999-2000, 2007-2008 | Michael (2010)                                                         | Brad Buxer (originale), Taryll Jackson                               |
| Keep Your Head Up                    | 2007                 | Michael (2010)                                                         | Eddie Cascio (originale), Jason Malachi                              |
| (I Like) The Way That You Love Me    | 1998-2004, 2007-2008 | Michael (2010)                                                         | Theron Feemster                                                      |
| Monster                              | 2007                 | Michael (2010)                                                         | Eddie Cascio (originale), 50 Cent, Jason Malachi                     |
| Best of Joy                          | 1981-1991, 2008      | Michael (2010)                                                         | Theron Feemster, Brad Buxer                                          |
| Breaking News                        | 2007                 | Michael (2010)                                                         | Eddie Cascio (originale), Jason Malachi                              |
| (I Can't Make It) Another Day        | 1999-2001            | Michael (2010)                                                         | Lenny Kravitz (originale), Jay-Z, Dave Grohl                         |
| Behind the Mask                      | 1980-1982            | Michael (2010)                                                         | Yellow Magic Orchestra (originale), John McClain                     |
| Much Too Soon                        | 1981                 | Michael (2010)                                                         | John McClain                                                         |
| Mind Is the Magic                    | 1989                 | Mind Is the Magic: Anthem for the Las Vegas Show (2010)                | Bryan Loren (originale)                                              |
| All in Your Name                     | 2002                 | All in Your Name (2011)                                                | Barry Gibb (originale)                                               |
| Don't Be Messin' 'Round              | 1986                 | Bad 25 (2012)                                                          | Quincy Jones (originale)                                             |
| I'm So Blue                          | 1985                 | Bad 25 (2012)                                                          | Quincy Jones (originale)                                             |
| Song Groove (a.k.a. Abortion Papers) | 1987                 | Bad 25 (2012)                                                          | Quincy Jones (originale)                                             |
| Free                                 | 1986                 | Bad 25 (2012)                                                          | Quincy Jones (originale)                                             |
| Price of Fame                        | 1986-1987            | Bad 25 (2012)                                                          | Quincy Jones (originale)                                             |
| Al Capone                            | 1985                 | Bad 25 (2012)                                                          | Quincy Jones (originale)                                             |
| Je Ne Veux Pas la Fin de Nous        | 1987                 | Bad 25 (2012)                                                          | Siedah Garrett (originale), Rubén Blades, Christine Decroix          |
| Love Never Felt So Good              | 1980                 | Xscape (2014)                                                          | Paul Anka (originale), Justin Timberlake, Timbaland                  |
| Chicago                              | 1999                 | Xscape (2014)                                                          | Cory Rooney (originale), Timbaland                                   |
| Loving You                           | 1985                 | Xscape (2014)                                                          | Timbaland                                                            |
| A Place with No Name                 | 1998                 | Xscape (2014)                                                          | Elliot Straite, Dewey Bunnell                                        |
| Slave to the Rhythm                  | 1991                 | Xscape (2014)                                                          | L.A. Reid, Babyface, Daryl Simmons                                   |
| Do You Know Where Your Children Are  | 1986-1990            | Xscape (2014)                                                          | Timbaland                                                            |
| Blue Gangsta                         | 1998-1999            | Xscape (2014)                                                          | Elliot Straite, Timbaland                                            |
| Xscape                               | 1999-2001            | Xscape (2014)                                                          | Darkchild, Fred Jerkins III, LaShawn Daniels                         |
| There Must Be More to Life Than This | 1980-1982            | Queen Forever (2014)                                                   | Freddie Mercury (originale), Brian May, Roger Taylor, John Deacon    |
| Low                                  | 1999                 | Raise Vibration (2018)                                                 | Lenny Kravitz                                                        |
| Don't Matter to Me                   | 1980                 | Scorpion (2018)                                                        | Drake                                                                |
| Starlight                            | 1982                 | Thriller 40 (2022)                                                     | Rod Temperton, Quincy Jones (originale)                              |
| Who Do You Know                      | 1981                 | Thriller 40 (2022)                                                     | Quincy Jones                                                         |
| The Toy                              | 1981                 | Thriller 40 (2022)                                                     | Quincy Jones                                                         |
| Sunset Driver                        | 1978-1979            | Thriller 40 (2022)                                                     | Bill Bottrell (originale)                                            |
| What a Lovely Way to Go              | 1978-1979            | Thriller 40 (2022)                                                     | Quincy Jones (originale), Mark Ronson                                |
| She's Trouble                        | 1981                 | Thriller 40 (2022)                                                     | Quincy Jones (originale)                                             |

## Inediti totali

### Pre-1970, anni '70
| Titolo                         | Reperibile   | Informazioni                                             |
| ------------------------------ | ------------ | -------------------------------------------------------- |
| A Baby Smiles                  | Sì (leak)    | Intesa per Off the Wall                                  |
| A Pretty Face Is               | No           | Intesa per Characters di Stevie Wonder                   |
| Boots Groove                   | No           | Intesa per Off the Wall                                  |
| Goin' to Rio                   | Sì (snippet) | Intesa per Off the Wall                                  |
| Got to Find a Way Somehow      | No           | Intesa per Off the Wall                                  |
| Holiday Inn                    | No           | Intesa per Off the Wall                                  |
| I Can't Get You Off My Mind    | Sì (snippet) | Intesa per Off the Wall                                  |
| In the Life of Chico           | No           | Intesa per Off the Wall                                  |
| Iowa                           | No           | Intesa per Goin' Places                                  |
| Kentucky                       | No           | Intesa per Off the Wall                                  |
| Ode to Sorrow                  | No           | Intesa per Off the Wall                                  |
| Susie (Pie Jesu)               | Sì (leak)    | Demo iniziale di Little Susie, pubblicata poi in HIStory |
| Under Your Skin                | No           | Intesa per Off the Wall                                  |
| You Ain't Gonna Change Nothin' | No           | Intesa per Off the Wall                                  |
| You Told Me Your Lovin'        | No           | Intesa per Off the Wall                                  |
| You Will Never Give Me Love    | Sì (snippet) | Intesa per Off the Wall                                  |
| Lovely Way                     | Sì (snippet) | Intesa per Off the Wall                                  |
| Thank You For Your Life        | No           | Intesa per Off the Wall                                  |
| We are the Ones                | No           | Intesa per Off the Wall                                  |

### Anni '80
| Titolo                  | Reperibile   | Informazioni |
| ----------------------- | ------------ | --- |
| All the Truth           | No           | Una delle 12 canzoni ritrovate nel magazzino di Bryan Loren                                                                             |
| Alright Now             | Sì (leak)    | Intesa per un album di Ralph Tresvant                                                                                                   |
| Apocalypse Now          | No           | Intesa per l'album Bad |
| Buffalo Bill            | No           | Intesa per l'album Victory |
| Bumper Snippet          | Sì (snippet) | Motivetto che Michael si inventò durante le registrazioni di Bad                                                                        |
| California Raisins      | Sì (leak)    | Singolo pubblicitario annullato |
| Changes                 | Sì (snippet) | Intesa per Bad o HIStory - Past, Present & Future: Book I                                                                               |
| Chicago 1945            | Sì (leak)    | Demo iniziale di Smooth Criminal |
| Crack Kills             | No           | Doveva essere una collaborazione con i Run-D.M.C.                                                                                       |
| Call It Off             | No           | Una delle 12 canzoni ritrovate nel magazzino di Bryan Loren                                                                             |
| Circus Girl             | Sì (leak)    | Demo iniziale di Carousel |
| Deep in the Night       | Sì (leak)    | Intesa per Dangerous |
| Doing Dirty             | No           | Intesa per l'album Victory |
| Don't Believe It        | Sì (snippet) | Una delle 12 canzoni ritrovate nel magazzino di Bryan Loren                                                                             |
| Dream Away              | Sì (snippet) | Intesa per Victory |
| Fantasy                 | No           | Intesa per l'album Victory |
| Far, Far Away           | No           | Intesa per l'album Victory |
| Groove of Midnight      | Sì (leak)    | Duetto con Siedah Garrett, poi annullato                                                                                                |
| Hot Fever               | Sì (leak)    | Demo iniziale di The Way You Make Me Feel                                                                                               |
| Hot Street              | Sì (leak)    | Intesa per Thriller |
| If You Don't Love Me    | Sì (leak)    | Intesa per Dangerous |
| I Never Heard           | Sì (leak)    | Demo iniziale di This Is It |
| Learned My Lesson       | No           | Demo iniziale di Much Too Soon |
| Make or Break           | No           | Intesa per Bad |
| Man in Black            | Sì (leak)    | Intesa per la Greatest Hits Compilation scartata Decade.                                                                                |
| MJ Melody               | No           | Intesa per Thriller |
| Neverland Landing       | No           | Intesa per Thriller |
| Nite Lite               | No           | Intesa per Thriller |
| Nymphette Lover         | No           | Intesa per Thriller |
| Pyramid Girl            | Sì (leak)    | Demo iniziale di Liberian Girl |
| Serious Effect          | Sì (leak)    | Una delle 12 canzoni ritrovate nel magazzino di Bryan Loren                                                                             |
| Set It On Out           | No           | Intesa per Thriller |
| Sex Drive               | Sì (snippet) | Intesa per Thriller |
| She's Not a Girl        | No           | Intesa per Thriller |
| Slapstick               | Sì (leak)    | Demo iniziale di Hot Street |
| Somewhere in Time       | No           | Intesa per Triumph |
| Stand Tall              | No           | Intesa per Thriller |
| Starlight Sun           | Sì (snippet) | Intesa per Bad |
| State of Shock          | Sì (leak)    | Canzone nata dalla collaborazione fallita tra Michael e Freddie Mercury, venne riproposta come collaborazione tra Michael e Mick Jagger |
| Stayin' Alive           | Sì (snippet) | Cover dell'omonima canzone dei Bee Gees                                                                                                 |
| Rolling a Dice          | No           | Intesa per Thriller |
| Throwin' Your Life Away | Sì (leak)    | Intesa per Bad, riproposta per vari album successivi ma mai considerata                                                                 |
| Tomboy                  | No           | Intesa per Bad |
| Verdict                 | No           | Intesa per Dangerous |
| Victory                 | Sì (snippet) | Canzone nata dalla collaborazione fallita tra Michael e Freddie Mercury, ma non vide la luce al contrario delle altre due               |
| You Were There          | Sì (leak)    | Michael Jackson l'ha suonata una singola volta con Sammy Davis Jr.                                                                      |
| What you Do to Me       | No           | Demo iniziale di (I Like) The Way You Love Me                                                                                           |
| Why Can't I Be          | No           | Intesa per Triumph |
| Work that Body          | Sì (leak)    | Una delle 12 canzoni ritrovate nel magazzino di Bryan Loren                                                                             |

### Anni '90
| Titolo                      | Reperibile   | Informazioni |
| --------------------------- | ------------ | --- |
| Be Me 4 A Day               | No           | Una delle 12 canzoni ritrovate nel magazzino di Bryan Loren                                                     |
| Bio                         | No           | Intesa per Invincible                                                                                           |
| Bombay Nights               | No           | Intesa per HIStory                                                                                              |
| Bumper Snippet Kid          | Sì (snippet) | Probabilmente un test per verificare alcuni effetti speciali                                                    |
| Can't Come Back             | No           | Una delle 12 canzoni ritrovate nel magazzino di Bryan Loren                                                     |
| California Grass            | Sì (snippet) | Intesa per HIStory                                                                                              |
| Children's Holiday          | Sì (snippet) | Singolo benefico per il terremoto Hanshin                                                                       |
| Circles                     | No           | Intesa per HIStory                                                                                              |
| Craze                       | No           | Intesa per Invincible                                                                                           |
| Diana Ross                  | No           | Intesa per HIStory                                                                                              |
| Eaten Alive                 | No           | Scrisse una demo che poi prestò a Diana Ross che la campionò per la sua canzone omonima, dall'album Eaten Alive |
| Ekan Satyam / The One Truth | Sì (snippet) | Duetto con Allah Rakha Rahman, in inglese e sanscrito                                                           |
| Elizabeth, I Love You       | Sì (snippet) | Scritta per Elizabeth Taylor                                                                                    |
| Faces                       | Sì (leak)    | Intesa per HIStory                                                                                              |
| Family Thing                | Sì (leak)    | Intesa per il soundtrack di La famiglia Addams 2, a cui Michael doveva lavorare ma fu poi rifiutato             |
| Fanfare Transition          | No           | Intesa per Dangerous                                                                                            |
| Get Your Weight Off of Me   | Sì (leak)    | Intesa per Invincible                                                                                           |
| Ghost of Another Lover      | Sì (leak)    | Intesa per Invincible                                                                                           |
| Happy Birthday, Lisa        | Sì (leak)    | Scritta per l'episodio Papà-zzo da legare dei Simpson, ma esibita da un imitatore per problemi legali           |
| Haven't Got a Lot           | No           | Intesa per HIStory                                                                                              |
| How You Like Your Love      | No           | Intesa per HIStory                                                                                              |
| Innocent Man                | No           | Intesa per HIStory                                                                                              |
| Jane is a Groupie           | Sì (snippet) | Motivetto che Michael si inventò durante le registrazioni di Dangerous                                          |
| Janet & MJ Duet             | No           | Progetto eventualmente sostituito da Scream/Childhood                                                           |
| Like You                    | No           | Intesa per HIStory                                                                                              |
| Lost in Love                | No           | Intesa per HIStory                                                                                              |
| Monster                     | No           | Intesa per HIStory                                                                                              |
| New Jelly                   | No           | Intesa per HIStory                                                                                              |
| Oh Love                     | No           | Intesa per HIStory                                                                                              |
| Palestine, Don't Cry        | Sì (leak)    | Intesa per HIStory                                                                                              |
| People of the World         | Sì (leak)    | Singolo benefico per il terremoto Hanshin                                                                       |
| Peter Pan                   | Sì (snippet) | Intesa per un musical su Peter Pan                                                                              |
| Pressure                    | No           | Una delle 12 canzoni ritrovate nel magazzino di Bryan Loren                                                     |
| Rampage                     | Sì (snippet) | Intesa per Invincible                                                                                           |
| Red Eye                     | No           | Intesa per l'undicesimo album in studio che non vide mai la luce                                                |
| Rescue Me                   | No           | Intesa in HIStory                                                                                               |
| Seeing Voices               | Sì (leak)    | Intesa per Invincible                                                                                           |
| Seven Digits                | Sì (snippet) | Intesa per Blood on the Dance Floor: HIStory in the Mix                                                         |
| Sexy Love Song              | No           | Intesa per HIStory                                                                                              |
| She Got It                  | Sì (leak)    | Una delle 12 canzoni ritrovate nel magazzino di Bryan Loren                                                     |
| Son of Thriller             | No           | Una delle 12 canzoni ritrovate nel magazzino di Bryan Loren                                                     |
| Starlight                   | No           | Intesa per HIStory                                                                                              |
| Stop the War                | Sì (leak)    | Singolo benefico per la guerra in Kosovo                                                                        |
| Super Natural Power         | Sì (leak)    | Motivetto che Michael si inventò durante le registrazioni di HIStory                                            |
| Thank Heaven                | No           | Intesa per Invincible oppure l'undicesimo album in studio                                                       |
| That                        | No           | Intesa per Invincible                                                                                           |
| Thinkin' About You          | No           | Intesa per Invincible                                                                                           |
| To Satisfy You              | No           | Una delle 12 canzoni ritrovate nel magazzino di Bryan Loren                                                     |
| Truth on Youth              | No           | Una delle 12 canzoni ritrovate nel magazzino di Bryan Loren                                                     |
| U Know                      | No           | Intesa per HIStory                                                                                              |
| We Be Ballin'               | Sì (leak)    | Singolo commerciale con Ice Cube e Shaquille O'Neal, ma è stato annullato                                       |
| What about Us               | Sì (leak)    | Demo iniziale di Earth Song                                                                                     |
| Willing and Waiting         | Sì (leak)    | Intesa per HIStory                                                                                              |
| You Don't Love Me           | Sì (snippet) | Cover di una canzone dell'album Never Say Never di Brandy                                                       |

### Anni 2000, post-2000
| Titolo                   | Reperibile   | Informazioni |
| ------------------------ | ------------ | --- |
| 11pm                     | No           | Scritta con Brad Buxer |
| Adore You                | Sì (leak)    | Intesa per l'undicesimo album in studio |
| Angel Love               | Sì (snippet) | Intesa per Invincible |
| Bad Attitude             | No           | L'esistenza della canzone è stata messa in dubbio, nel 2024 due utenti hanno creato una canzone dallo stesso nome utilizzando artificialmente la voce di Michael, ma hanno chiarito che la loro è una canzone originale "basata sull'inedito" |
| Bang Your Head           | No           | Intesa per l'undicesimo album in studio |
| Beatbox 2010             | No           | Intesa per l'undicesimo album in studio |
| Bottom of my Heart       | Sì (snippet) | Intesa per l'undicesimo album in studio |
| Boy No                   | No           | Intesa per l'undicesimo album in studio |
| Broken Chair             | No           | Intesa per l'undicesimo album in studio |
| Change                   | Sì (leak)    | Scritta da Steve Porcaro per il residency show This Is It |
| Crush                    | Sì (snippet) | Scritta per il residency Show This Is It |
| For the World            | Sì (leak)    | Intesa per l'undicesimo album in studio |
| Dark Lady                | No           | Intesa per l'undicesimo album in studio |
| Days in Gloucestershire  | Sì (leak)    | Intesa per l'undicesimo album in studio |
| Don't Make Me Stay       | No           | Intesa per l'undicesimo album in studio |
| Dreaming                 | Sì (snippet) | Una delle canzoni nate dalla collaborazione tra MJ e will.i.am |
| D.I.E.                   | No           | Intesa per l'undicesimo album in studio |
| Earth Love               | No           | Intesa per l'undicesimo album in studio |
| Fly Girl                 | No           | Scritto per il residency show This Is It |
| Future Without You       | Sì (leak)    | Scritto per il residency show This Is It, udibile in alcuni bootleg |
| Get Around               | Sì (snippet) | Intesa per Invincible |
| Heaven with a Smile      | No           | Ritrovata in una collezione nella stanza del cantante dopo la morte |
| I am a Loser             | Sì (leak)    | Intesa per l'undicesimo album in studio |
| I Have this Dream        | Sì (leak)    | Singolo benefico per l'uragano Katrina |
| It's Not Worth It        | Sì (leak)    | Intesa per Invincible |
| Jungle City              | Sì (leak)    | Intesa per Invincible |
| Lady of Summer           | No           | Intesa per l'undicesimo album in studio |
| Maybe We Can Do It       | Sì (leak)    | Intesa per Invincible |
| Pajamas                  | No           | Intesa per l'undicesimo album in studio |
| Photographs              | No           | Ritrovata in una collezione nella stanza del cantante dopo la sua morte |
| Pray for Peace           | No           | Intesa per l'undicesimo album in studio |
| Remember What I Told You | No           | Intesa per l'undicesimo album in studio |
| Rise Above It All        | No           | Intesa per Invincible |
| River Ripple             | Sì (leak)    | Traccia strumentale, l'ultimo lavoro a cui ha lavorato pubblicamente |
| Rocker                   | No           | Cover di We Will Rock You? |
| Rock Tonight             | No           | Michael la stava scrivendo nei suoi ultimi giorni di vita |
| Saturday Woman           | Sì (snippet) | Intesa per l'undicesimo album in studio |
| Seduction                | No           | Intesa per Invincible |
| Seeing Voices            | Sì (leak)    | Intesa per Invincible |
| Sexy Lady                | Sì (leak)    | Si tratta di una bufala: pubblicata su YouTube nel 2009, si è rivelata essere una canzone di un imitatore di Jackson e non del vero |
| Silent Spring            | No           | Intesa per Invincible o l'undicesimo album in studio |
| Space Dance              | Sì (snippet) | Intesa per Invincible |
| Still the King           | Sì (snippet) | Intesa per l'undicesimo album in studio, nata dalla collaborazione con will.i.am |
| Take Me Back             | Sì (snippet) | Intesa per Invincible |
| The Pain                 | Sì (snippet) | Intesa per Invincible |
| Water                    | Sì (snippet) | Intesa per l'undicesimo album in studio |

### Altri inediti
I seguenti brani, sebbene conosciuti, non sono databili o non ci sono abbastanza informazioni al riguardo, possono trattarsi di lost media o falsi.
- All My Children
- Bad Girl
- Breath
- Bubbles
- Garbage
- He Who Makes the Sky Grey
- Homeless Bound
- Llama Lola
- Lonely Bird
- Lucy in Love with Linus
- Make a Wish
- Michael McKellar
- Saved by the Bell
- The Children's Hour
- The Sky is the Limit
- The World is No Church
- Tragedy of a Cheer-Leader
- Unknown
- Who is the Girl with her Hair Down
- World of Candy
- You are a Liar
- You Were There
- Strawberry Fields Forever (cover)

### Progetti sconosciuti
I seguenti progetti sono completamente sconosciuti se non per pochissimi dettagli
- Album in collaborazione tra Michael e will.i.am – sono note solo tre canzoni originali, mentre il resto non verrà mai probabilmente pubblicato, come affermato dal secondo[21]
- Soundtrack per La Fabbrica di Cioccolato – Michael Jackson scrisse un soundtrack per La Fabbrica di Cioccolato, a cui voleva lavorare, ma dopo il suo rifiuto archiviò l'album, non esistono informazioni su questo album[22]
- 7even – presunto album digitale che sarebbe dovuto uscire nel 2007, si tratta però di un rumor mai avveratosi, mentre l'esistenza dell'album è incerta, nonostante i falsi su internet.[23]
- Decade – Greatest Hits cancellato, doveva prima contenere canzoni dal 1979-1989, ma fu poi cambiato a 1980-1991 e poi rimpiazzato da Dangerous[24]
- Bible – Album in collaborazione con Eddie Cascio e James Porte, scartato e poi riutilizzato per Michael[25]
- Humanity – Album reunion dei Jacksons, ideato dopo 2300 Jackson Street, ma fu annullato[26]
- undicesimo album – In lavorazione tra il 2002 e il 2009, mai avverato a seguito della sua morte, centro di moltissime speculazioni[27]
- Cats Don't Dance – Michael doveva produrre il soundtrack del film Cats Don't Dance, ma decise di abbandonare il progetto
- HIStory 25 – ristampa prevista per il 25° anniversario di HIStory, che sarebbe stato postumo, ma venne scartato in circostanze non chiare[28]